# Danny Maddix
Daniel Shawn Maddix, più conosciuto con il diminutivo Danny Maddix (Ashford, 11 ottobre 1967) è un allenatore di calcio ed ex calciatore giamaicano, di ruolo difensore.

## Carriera

### Giocatore

#### Club
Dopo aver trascorso una stagione nelle giovanili del Tottenham, all'inizio della stagione 1986-1987 viene ceduto in prestito per un breve periodo al Southend Utd, con cui all'età di 19 anni esordisce tra i professionisti giocando 2 partite nella terza divisione inglese; fa quindi ritorno agli Spurs, in prima divisione, dove rimane per il resto della stagione 1986-1987 in prima squadra ma senza mai scendere in campo in partite ufficiali. A fine stagione viene ceduto al QPR, altro club di prima divisione: nella sua prima stagione con gli Hoops gioca 9 partite, ma già nella stagione 1988-1989 si impone come titolare, realizzando 2 reti (le sue prime in carriera tra i professionisti) in 33 partite di campionato. Continua a giocare nel club per ulteriori sei stagioni in prima divisione: nelle prime due è titolare fisso (32 presenze ciascuna) mentre nelle successive quattro totalizza rispettivamente 19, 14, 27 e 22 presenze, per un totale di 188 presenze e 7 reti in questa categoria. Rimane poi nel club anche dal 1996 al 2001, giocando per cinque stagioni consecutive in seconda divisione, per un totale complessivo di 107 presenze e 6 reti in questa categoria. Dal 2001 al 2003 gioca per un ulteriore biennio in seconda divisione, totalizzandovi complessivamente 59 presenze e 2 reti con la maglia dello Sheffield Weds. Dall'estate del 2003 al dicembre del 2004 gioca invece nel Barnet, con cui gioca in totale 33 partite in Football Conference (quinta divisione e più alto livello calcistico inglese al di fuori della Football League). Dopo alcuni mesi di inattività torna a giocare nella parte conclusiva della stagione 2004-2005, con i semiprofessionisti del Grays Athletic, ritirandosi poi alla fine della stagione 2005-2006 all'età di 39 anni dopo aver vinto due edizioni consecutive del FA Trophy ed un campionato di Conference South (sesta divisione) con il club.

#### Nazionale
Nel 1998 ha giocato una partita in nazionale (un'amichevole contro l'Iran).

### Allenatore
Nel 2004 per un breve periodo è stato allenatore ad interim del Barnet, nella parte finale della sua permanenza come giocatore del club.

## Palmarès

### Giocatore

#### Club

##### Competizioni nazionali
- Conference South: 1

Grays Athletic: 2004-2005
- FA Trophy: 2

Grays Athletic: 2004-2005, 2005-2006